# Andreas Albrecht (Physiker)
Andreas Johann Albrecht (* 1957) ist ein US-amerikanischer theoretischer Physiker, der sich mit Kosmologie beschäftigt.

## Leben
Albrecht studierte an der Cornell University (Bachelor 1979) und promovierte 1983 an der University of Pennsylvania bei Paul Steinhardt über die Theorie des inflationären Universums (A new inflationary cosmology), deren erste Formulierung ein paar Jahre zuvor von Alan Guth gegeben wurde.  1983 bis 1985 war er Post-Doc an der University of Texas at Austin, danach zwei Jahre am Los Alamos National Laboratory, von 1987 bis 1992 am Fermilab und von 1992 bis 1998 am Imperial College London, wo er Dozent und 1998 Professor war. Seit 1998 ist er Professor an der University of California, Davis. 2014 wurde er Fellow der American Association for the Advancement of Science. 2016 wurde er zum Mitglied der American Academy of Arts and Sciences gewählt.
Albrecht ist vor allem bekannt für das mit seinem Doktorvater Steinhardt entwickelte neue inflationäre Modell des Universums von 1982. Auch später beschäftigte er sich mit den Konsequenzen des inflationären Modells zum Beispiel in der Wiederaufheizungsphase (Reheating) am Ende der inflationären Ausdehnung, als die gewöhnliche Materie des Universums entstand.
Mit Neil Turok untersuchte er Ende der 1980er-Jahre numerisch die Entstehung der großräumigen Strukturen des Universums durch kosmische Strings. In den 1990er-Jahren beschäftigte er sich u. a. mit der Entstehung der Anisotropien in der kosmischen Hintergrundstrahlung und den sich daraus ergebenden Einschränkungen für kosmologische Modelle der Strukturentstehung und mit Dunkler Energie.
1998 schlug er mit João Magueijo eine Kosmologie mit veränderlicher Lichtgeschwindigkeit vor.